# Tricladium varium
Tricladium varium är en svampart som beskrevs av E.B.G. Jones & R.J. Stewart 1972. Tricladium varium ingår i släktet Tricladium och familjen Helotiaceae.   Inga underarter finns listade i Catalogue of Life.